# هوليس إي. روبرتس
هوليس إي. روبرتس (بالإنجليزية: Hollis E. Roberts)‏ هو سياسي أمريكي، ولد في 9 مايو 1943 في الولايات المتحدة، وتوفي في 19 أكتوبر 2011 في نفس البلد. انتخب عضو مجلس نواب أوكلاهوما.